# Torfaen
Torfaen este un oraș și una dintre cele 22 zone de consiliu ale Țării Galilor. Cele mai importante orașe sunt: Cwmbran, Pontypool, Abersychan și Blaenavon
1. ↑  http://www.legislation.gov.uk/ukpga/1994/19/part/I SCHEDULE 1 The New Principal Areas, PART I Local Government Areas in Wales Verificați valoarea |url= (ajutor), Local Government (Wales) Act 1994, accesat în 17 iulie 2016
2. ↑  Directions to the Local Democracy and Boundary Commission for Wales 2016 (PDF)
3. ↑  Introduction, Eastern Valley: The Story of Torfaen[*], p. 11
4. 1 2 3  Torfaen Council (în engleză), mySociety[*], accesat în 22 septembrie 2016
5. ↑   https://ons.maps.arcgis.com/home/item.html?id=a79de233ad254a6d9f76298e666abb2b Lipsește sau este vid: |title= (ajutor)